# Playboi Carti
Джордан Террелл Картер (англ. Jordan Terrell Carter; род. 13 сентября 1995 года, Атланта, Джорджия), более известный под псевдонимом Playboi Carti (читается как [ˈpleɪˌbɔɪ ˈkɑːrtɪ]) — американский рэпер. Изначально Картер был подписан на местный андеграундный лейбл Awful Records, а затем на AWGE, принадлежащий ASAP Mob.
Дебютный микстейп Playboi Carti был выпущен в апреле 2017 года и включал в себя синглы «Magnolia» и «Wokeuplikethis» при участии Lil Uzi Vert, вошедшие в чарты Billboard Hot 100. Его дебютный студийный альбом Die Lit (2018) достиг 3-й строчки в американском Billboard 200. После двухлетнего перерыва, когда исполнитель практически не выпускал новой музыки, вышел второй студийный альбом Whole Lotta Red (2020). Пластинка дебютировала под номером один в Billboard 200 и стала его первым релизом, возглавившим чарт. После перерыва в четыре года и три месяца артист выпустил свой третий студийный альбом Music.
Помимо своей сольной карьеры, Carti в 2019 году основал свой лейбл 0pium Record, который с тех пор подписал контракты с такими артистами, как Кен Карсон, Destroy Lonely и Homixide gang.

## Биография
Джордан Террелл Картер, более известный как Playboi Carti, родился 13 сентября в Атланте, штат Джорджия. Источники расходятся во мнениях относительно точного года его рождения, указывая 1995 или 1996 год. Картер вырос в пригороде Атланты, в Ривердейле. В интервью 2016 года журналу Complex он отметил: «Моя мама не могла мне ничего сказать. Никто не мог мне ничего сказать.» Этот образ жизни привел его к проблемам в подростковом возрасте и в итоге стал причиной того, что он отказался от идеи продолжать обучение после окончания средней школы.
Он учился в North Springs Charter High School в Сэнди-Спрингс, но пропускал занятия, чтобы заниматься музыкой или работать в магазине H&M, что едва не стало причиной его неудавшегося выпуска. В интервью The Fader он рассказывал, что «сидел на уроках с первокурсниками, заканчивая свои задания, и если я успевал сделать девять заданий до определённого времени, я мог бы закончить школу». Его диплом был под угрозой, и никто не пришел на его выпускной, потому что даже не знали, что он состоится.
До того как заняться рэпом, Картер мечтал стать звездой НБА. В одном из интервью с The Fader он рассказывал: «Я был молодым и не ходил на тренировки. Это было то время, когда я отказывался от школы и только играл в баскетбол, без рэпа. Я курил перед тренировками, выходил на площадку и забивал по 30 очков.» Однако после ссоры с тренером он оставил баскетбол и посвятил себя музыке.
С ранних лет Картер развивал уникальное чувство стиля, часто посещая секонд-хенды. В интервью журналу Vogue он рассказывал, что его часто дразнили за его выборы в одежде, например, за ношение ярких обтягивающих джинсов.

## Карьера
Карти начал заниматься рэпом в раннем возрасте под псевдонимом Sir Cartier. Большая часть его раннего творчества удалена из интернета. Он перешел на псевдоним Playboi Carti в 2012 году и подписался на лейбл рэпера Father — «Awful Records». Первую популярность он получил в 2015 году после выхода синглов «Broke Boi» и «Fetti». Оба трека были опубликованы на SoundCloud.
После ссоры с Father, Карти подписался на лейбл A$AP Mob — AWGE. В 2016 году, он был приглашённым артистом на их сингле «Telephone Calls» с альбома Cozy Tapes Vol. 1: Friends. На треке он впервые использует вокальную технику Baby Voice, позже ставшую отдельным поджанром хип-хопа.
Карти выпустил свой одноимённый дебютный микстейп в апреле 2017 года. Релиз получил внимание от различных музыкальных изданий, в том числе XXL, Pitchfork, Spin, HotNewHipHop и PopMatters. Микстейп добрался до 12 строчки в главном американском музыкальном чарте Billboard 200. На микстейпе есть два успешных сингла — «Magnolia», который достиг 29 строчки в Billboard Hot 100, и «wokeuplikethis*» при участии Lil Uzi Vert, который достиг 76 строчки. После выхода микстейпа Карти отправился в тур вместе с Gucci Mane и Dreezy. 13 июня 2017 года Карти попал в топ-10 списка «Перспективных фрешменов 2017 года» от журнала XXL. Чуть позднее A$AP Mob выпустили сингл «Raf» при участии Картера, который вошел в их альбом Cozy Tapes Vol. 2: Too Cozy. В это же время вышел трек Ланы Дель Рей «Summer Bummer» при участии A$AP Rocky и Playboi Carti. 11 мая 2018 года, Картер выпустил дебютный альбом Die Lit.
18 апреля 2019 года утекла в сеть песня Young Nudy и Pi’erre Bourne «Pissy Pamper» при участии Playboi Carti. В конце того же года Картер создал собственный лейбл — Opium, подписантами которого так же являются International Jefe, Ken Carson, Destroy Lonely, Homixide Gang, Lil Kornee и Lil Unky.
16 апреля 2020 года выпустил сингл «@ MEH».
25 декабря 2020 года выпустил второй студийный альбом Whole Lotta Red.
15 декабря 2023 года выпустил клип на сингл «2024». Он также выступил гостем на сингле ¥$ 2024 года «Carnival», который стал его первым треком, возглавившим чарт Billboard Hot 100. Спустя 4 года и 3 месяца после выпуска Whole Lotta Red, 14 марта 2025 года Playboi Carti выпустил свой третий студийный альбом Music.

## Мода
Стиль Картера является одной из главных особенностей его публичного имиджа. Он сам называет себя «ребенком из секонд-хенда» и часто предпочитает винтажную одежду. GQ охарактеризовал Картера как «лидера молодёжного стиля» и отметил, что он олицетворяет стилистическое среднее между «модным гламуром ASAP Mob», «панк-рок отношением Lil Uzi Vert» и «игривым стилем Lil Yachty».
Любимым брендом Картера является Balmain, а его любимым дизайнером — Raf Simons, с которым он познакомился на модном шоу в Нью-Йорке в 2017 году. Картер также появляется в песне «Raf» группы ASAP Mob, посвященной Рафу Симонсу. В музыкальном видео на эту песню можно увидеть Картера, ASAP Rocky и Quavo, одетых в редкие вещи, разработанные Симонсом. В 2017 году Картер рассказал Vogue, что его модными вдохновителями являются Канье Уэст и ASAP Rocky.
Карти выступал как модель многочисленное количество раз, включая участие в показе Канье Уэста «Yeezy Season 5», VFiles, и в лукбуке лейбла Дрейка «OVO Sound».

## Награды
Billboard Music Awards: Playboi Carti был номинирован на несколько наград Billboard, в том числе за «Лучший рэп-альбом». Его альбом Whole Lotta Red дебютировал на первом месте в чарте Billboard 200 в 2020 году.
BET Hip Hop Awards: Carti был номинирован на премии, такие как «Лучший новый рэп-исполнитель» и «Лучший рэп-альбом».
Успех в чартах: Альбом Whole Lotta Red стал коммерчески успешным, достигнув первого места в чарте Billboard 200.
Он также выступил гостем на сингле ¥$ 2024 года «Carnival», который стал его первым треком, возглавившим чарт Billboard Hot 100.
Получил награду Artist of the Year на Billboard’s R&B Hip-Hop Power Players 2024.

## Личная жизнь
В 2017 году он был в отношениях с моделью Blac Chyna. В 2018 году начал встречаться с американской рэпершей и певицей Руби Роуз, однако они расстались. Позже, в том же году он состоял в отношениях с австралийской исполнительницей Игги Азалией. В 2020 году TMZ сообщили, что Азалия родила сына от Playboi Carti. Его назвали Оникс Келли. В октябре 2020 года стало известно, что пара распалась.
Картер болеет бронхиальной астмой.

## Проблемы с законом
Картер ударил водителя в Гретне, Шотландия, во время своего концертного тура в феврале 2018 года. После суда он был оштрафован на 800 фунтов стерлингов.
В апреле 2020 года Картер был арестован по обвинению в хранении оружия и наркотиков в округе Клейтон, штат Джорджия. После того, как Картер был остановлен полицией из-за просроченной бирки на его Lamborghini, власти обнаружили 12 пакетов с марихуаной, три пистолета, ксанакс, кодеин и оксикодон. После ссоры между Картером и полицией он и ещё один человек по имени Джейлон Такер были арестованы и доставлены в тюрьму округа Клейтон. Картеру было предъявлено обвинение в просроченных бирках, хранении марихуаны и создании помехи при проезде машины скорой помощи. На следующее утро Картер был освобожден под залог.
14 февраля 2023 года стало известно, что Картер был арестован 29 декабря 2022 года по обвинению в совершении тяжкого преступление после того, как якобы душил и бил свою девушку, которая была на 14 неделе беременности. Картер был освобожден под залог через день после ареста.

## Лейбл «Opium»
Opium — звукозаписывающий лейбл, основанный в 2019 году исполнителем Playboi Carti в Атланте, штат Джорджия. Среди артистов лейбла — Ken Carson, Destroy Lonely, Homixide Gang и Gab3. Название лейбла придумал сам Carti после завершения своего тура Die Lit Tour. Логотип лейбла был вдохновлён буквой «U», которая связана с символом бренда COMME des GARÇONS.
В 2021 году Opium начал сотрудничество с дистрибьютором Foundation Media. Первым релизом, выпущенным в рамках этого партнёрства, стал дебютный альбом Ken Car$on Project X, представленный в июле 2021 года.
Помимо музыкантов, с лейблом сотрудничают креативные специалисты, такие как opiumbaby, Joy Divizn, Mitch Modes, Burberry Erry, Art Dealer, Майлз Хенрик Холл, Нико Баллестерос, Шейн Гонсалес, Ethereal, Фриц Оуэнс, KP Beatz, Lil 88, F1lthy, Gab3, Starboy и Outtatown, которые вносят свой вклад в уникальный стиль и звучание Opium..

### Состав
| Исполнитель    | Год подписания | Релизов на лейбле | Комментарий                          |
| -------------- | -------------- | ----------------- | ------------------------------------ |
| Кен Карсон     | 2019           | 3                 | Также подписан на Interscope Records |
| Destroy Lonely | 2021           | 3                 | Также подписан на Interscope Records |
| Homixide Gang  | 2021           | 4                 | Также подписан на Interscope Records |
| Gab3           | 2022           | 1                 | Также подписан на Omg! Dude! LLC     |

## Дискография
Микстейпы и студийные альбомы:
- Playboi Carti (2017)
- Die Lit (2018)
- Whole Lotta Red (2020)
- Music (2025)